# NGC 5586
NGC 5586 est une entrée du New General Catalogue qui concerne un corps céleste perdu ou inexistant dans la constellation du Bouvier. Cet objet a été enregistré par l'astronome américain Lewis Swift le 4 juin 1886 .